# 2 octobre 1980
Le jeudi 2 octobre 1980 est le 276e jour de l'année 1980.

## Naissances
- Arta Dobroshi, actrice kosovare
- Erinne Willock, cycliste  canadienne
- Filipe Teixeira, footballeur portugais
- Harri J. Rantala, réalisateur finnois
- Josh Jackson, joueur canadien de rugby à XV
- Karen Cockburn, gymnaste trampoliniste canadienne
- Lucas Castromán, footballeur argentin
- Miyake Mitsuyuki, chanteur et compositeur japonais
- Regan King, joueur de rugby
- Stefano Lucchini, footballeur italien

## Décès
- Anders K. Orvin (né le 24 octobre 1889), géologue et explorateur norvégien
- Carlos García-Bedoya (né le 25 novembre 1925), diplomate péruvien
- Lina Pagliughi (née le 27 mai 1907), soprano italien
- Louis Daquin (né le 20 mai 1908), réalisateur et scénariste français

## Événements
- Découverte de (3716) Petzval
- Sortie de l'album Zenyattà Mondatta du groupe de rock anglais The Police